# Kostel svatého Petra a Pavla (Tanvald)
Římskokatolický farní kostel svatého Petra a Pavla v Tanvaldu je sakrální stavba.

## Historie
Kostel byl postaven v letech 1787–1789 v rokokovém slohu. O sto let později, v letech 1889–1890, byl přestavěn.

## Architektura
Jedná se o historizující jednolodní stavbu. Má mírně konvexně vypnuté boční stěny a obdélný presbytář se sakristií v ose. Průčelní věž je z kvádrů. Je členěná pásovými římsami, obdélným, polokruhově ukončeným oknem a mohutným portálem se sloupy a trojúhelníkovým štítem. Boční ploše spárované fasády stavby jsou členěny lizénovými rámci a obdélnými okny se segmentovým záklenkem.
Presbytář a loď mají plochý strop. V podvěží je křížová klenba.

## Zařízení
Zařízení kostela je historizující a pochází z novějšího období. V sakristii je portrét rychtáře J. M. Friedricha, který je datován do roku 1790.

## Okolí kostela
V obci se nachází barokní kaple z roku 1727. Je čtvercová, členěna plastickými poli. Má na zkosených nárožích oblamované pilastry. Na vstupní straně se nachází polokruhově ukončený portál a oválné okno. Kaple je kryta cibulovitou bání. Vnitřní čtvercový prostor je sklenut křížovou klenbou. Uvnitř je oltáří z počátku 18. století. Na něm jsou sošky Boha Otce a anděla s váhami a Anděla strážce v nástavci.
U domu čp. 166 se nachází socha sv. Josefa z roku 1777. Jedná se o zlidovělou práci na jejímž kamenném soklu je reliéf Panny Marie.